# Marko Rog
Marko Rog (* 19. Juli 1995 in Varaždin) ist ein kroatischer Fußballspieler. Er agiert als Mittelfeldspieler.

## Vereinskarriere
Marko Rog begann seine Karriere in der Jugend seines Heimatvereins NK Varaždin. Dort wurde er 2013 auch in die erste Mannschaft befördert und konnte auf Anhieb 17 Tore in 30 Spielen für den drittklassigen Verein erzielen. Dies zog die Aufmerksamkeit des Erstligisten RNK Split auf sich, welche den offensiven Mittelfeldspieler für die Saison 2014/15 verpflichteten. Auch in der 1. HNL, Kroatiens höchster Spielklasse, konnte Rog sich sofort etablieren und in 30 Ligaspielen sieben Tore erzielen und fünf weitere Treffer vorbereiten. In der UEFA Europa League 2014/15 scheiterte er mit seinem neuen Verein in der letzten Qualifikationsrunde am italienischen Vertreter FC Turin und verpasste damit knapp die Teilnahme an der Gruppenphase. Im Finale des nationalen Pokals unterlag Rog im Elfmeterschießen mit 2:4 knapp seinem künftigen Verein Dinamo Zagreb. Für circa fünf Millionen Euro hatte der kroatische Rekordmeister den talentierten Mittelfeldspieler zur Saison 2015/16 verpflichtet. Dies ist die bis dahin höchste Ablösesumme, die jemals innerhalb der ersten kroatischen Liga für einen Spieler gezahlt wurde. Im August 2016 wurde der Wechsel von Rog zum SSC Neapel bekanntgegeben. Im Januar 2019 leiht der FC Sevilla den offensiven Mittelfeldspieler bis zum Saisonende aus.
Im Sommer-Transferfenster 2019 wechselt der kroatische Mittelfeldspieler per Leihe mit Kaufpflicht für insgesamt 15 Millionen Euro zu Cagliari Calcio.

## Nationalmannschaft
Am 12. November 2014 gab Marko Rog bei der 1:2-Niederlage im Freundschaftsspiel gegen den Vizeweltmeister Argentinien sein Debüt für die A-Nationalmannschaft. Sechs Minuten vor Spielende wurde er für Duje Čop eingewechselt.
Bei der Fußball-Europameisterschaft 2016 in Frankreich wurde er in das kroatische Aufgebot aufgenommen. Seinen einzigen Einsatz hatte er im letzten Gruppenspiel gegen Titelverteidiger Spanien, als fünf Stammspieler ausgetauscht wurden. Kroatien gewann und wurde Gruppensieger, schied dann aber im Achtelfinale aus.

## Erfolge
- Kroatischer Meister: 2015/16